# L'Emprise des caresses
Pour les articles homonymes, voir Bel-Ami (homonymie).
 Pour plus de détails, voir Fiche technique et Distribution
L'Emprise des caresses, également intitulé Rhapsodie des sens ou Bel-Ami, profession play-boy  (Bel Ami), est un film pornographique franco-suédois réalisé par Mac Ahlberg et sorti en 1976. Il est librement inspiré du roman Bel-Ami de Guy de Maupassant, publié en 1885.

## Synopsis
George Duroy, journaliste et poète occasionnel plutôt raté, se voit offrir l'opportunité de devenir rédacteur en chef du magazine de charme Playhouse. Pour prouver son aptitude, il parcourt le monde pour raconter des histoires érotiques. Ce faisant, il séduit plusieurs dames susceptibles de le rapprocher de son objectif et parvient finalement au but de ses désirs.

## Fiche technique
- Titre original : Bel Ami
- Titre français : L'Emprise des caresses ; Rhapsodie des sens, Bel-Ami, profession play-boy (titres alternatifs)[1]
- Réalisation : Mac Ahlberg (sous le nom de « Bert Torn »)
- Scénario : Mac Ahlberg (sous le nom d'« Edward Mannering ») d'après le roman Bel-Ami de Guy de Maupassant
- Photographie : Tony Forsberg
- Musique : Olivier Toussaint
- Production : Inge Ivarson (sv) (sous le nom d'« Ivan Bernhardsson »)
- Société de production : Filminvest AB, CEDIC Sud Fémina
- Pays de production :  Suède -  France
- Langue de tournage : suédois, anglais
- Format : Couleurs - 1,37:1 - Son mono - 16 mm
- Genre : Film pornographique
- Durée : 104 minutes
- Dates de sortie :
  - Suède : 25 octobre 1976
  - France : 26 janvier 1977

## Distribution
- Harry Reems : George Duroy
- Christa Linder : Anita
- Marie Forså : Suzanne Walter
- Bent Warburg (da) : Max Gordon
- Anne Bie Warburg : Clothilde Martell
- Jacqueline Laurent : Rebecca Walter
- Preben Mahrt (da) : Samuel Walter
- André Chazel : Charles Forrestier

## Accueil critique
Pour le site Internet danois Planet Pulp, le film est « une comédie sexuelle qui dispose de plus d'intrigue que d'autres films pornographiques et qui, dans sa première moitié, oscille entre le porno soft et le porno hard, mais qui, dans sa deuxième moitié, est un pur porno hard ». Le Lexikon des internationalen Films y a vu « une suite de scènes intimes dans un cadre chic et à la mode ». Wieland Schwanebeck écrit dans son essai sur le héros du roman original (et du film) Georges Duroy : « (cette adaptation cinématographique) transpose la matière de Maupassant dans le présent, ou plutôt dans le fantasme pornographique contemporain d'une Europe de la promiscuité, tout à fait sous le signe de la soi-disant révolution sexuelle, qui a également hissé les films hard-core dans le mainstream culturel ».